# Римшайте, Доната
До́ната Римша́йте (лит. Donata Rimšaitė; род. 29 января 1988, Вильнюс) — литовская и российская пятиборка. Чемпионка мира (2016), чемпионка Европы (2012), обладатель Кубка мира (2008, 2009). Чемпионка России (2007, 2012, 2013) в личном первенстве. Лучшая пятиборка России (2013). Представляла Литву на Олимпийских играх 2008 года и Россию на Олимпийских играх 2016 года.

## Биография
Выросла в Вильнюсе, училась в средней школе Озо. Училась в Вильнюсском педагогическом университете по специальности «физическая культура и спорт».
С 11 лет начала заниматься плаванием, первый тренер Вигантас Банис. Через 2 года перешла в современное пятиборье, тренировалась в Литовском олимпийском спортивном центре под руководством тренеров Вячеслава Калинина и Эгидиюса Тинджюлиса.
В 2005 году на чемпионате мира среди юниоров в Пльзене, Чехия заняла 3-е место. На Олимпийских играх в Пекине была 13-й. После Пекина стала тренироваться под руководством Юрия Москвичева. В 2009 году заняла 3-е место на Европейском чемпионате среди юниоров Албене, Болгария. В 2010 году заняла 3-е место на чемпионате Европы в Дебрецене, Венгрия. В 2010 году заняла 2-е место на чемпионате мира в Чэнду, Китай.

### Эмиграция в Россию
В декабре 2010 года эмигрировала в Россию, вышла замуж, получила российское гражданство и объявила о своем решении представлять сборную России, однако Литовский национальный олимпийский комитет запретил ей участвовать в Олимпийских играх 2012 года, в соответствии с правилами Олимпийской хартии. Вследствие этого дебют Донаты на Олимпиаде за Россию состоялся только в 2016 году.
31 мая 2012 года Римшайте выиграла чемпионат России по современному пятиборью на спортивной базе «Северный» (Москва). Она набрала 5216 очков, занявшая второе место Екатерина Хураськина — 5172, третье — Анна Савченко — 5172. В настоящее время она выступает за Москву.
На Олимпийских играх 2016 года заняла 12-е место.

### Семья
Супруг — пятиборец Дмитрий Суслов. Дочь Ева (родилась 20 октября 2017). У матери есть четыре родных брата и сестра.

## Достижения
Чемпионаты мира.
- Серебряный призёр в личном первенстве (2010), бронзовый призёр в эстафете и в личном зачете (2013).

Чемпионаты Европы.
- 2010 год. Бронзовый призёр в личном зачете.

Чемпионаты России.
- Чемпионка России 2012, 2013 годов в личном зачете.
- Лучшая пятиборка России 2013 года.

## Награды
- Рыцарский крест ордена «За заслуги перед Литвой» (22 сентября 2010 года)[4].
- Признана лучшей спортсменкой России по современному пятиборью (2013).